# Club Voleibol Pòrtol
Il Club Voleibol Pòrtol Palma de Mallorca è una società pallavolistica spagnola, con sede a Palma di Maiorca.

## Storia della società
Il club, nacque nel 1993 a Pórtol, nel comune di Marratxí, raccogliendo l'eredità del Club Voleibol Palma, già cinque volte Campione di Spagna negli anni ottanta. Nel 2000 ottenne la promozione in Superliga, massimo campionato spagnolo.
Nella sua storia ha disputato tre finali nelle competizioni europee, perdendole tutte contro compagini italiane: nel 1984 e nel 2006 perse la Coppa delle Coppe rispettivamente contro la Klippan Torino e la Copra Piacenza, mentre nel 2005 fu battuta in Coppa CEV dalla Lube Banca Marche Macerata. Nel 2006 vinse il suo primo titolo nazionale, confermandosi nelle due annate successive.

## Palmarès
- Campionato spagnolo: 3

2005-06, 2006-07, 2007-08
- Coppa del Re: 2

2004-05, 2005-06
- Supercoppa spagnola: 3

2005, 2007, 2008